# Jean-Baptiste Bernard de Vaublanc
Jean-Baptiste Bernard de Vaublanc (Ouanaminthe, 17 settembre 1761 – Gusev, 19 dicembre 1812) è stato un militare francese.
Arruolatosi volontario a diciassette anni, prese parte alla guerra d'indipendenza americana dal 1779 al 1782. Durante la Rivoluzione francese partecipò alla Campagna del Reno, divenendo poi presidente della Società popolare di Besançon, dove si distinse per la sua calma e la sua moderazione, pur manifestando chiaramente le proprie convinzioni repubblicane.
Sotto l'Impero, combatté nella guerra di Spagna e, quando la Francia occupò il Portogallo nel 1808, fu per un breve periodo membro del Consiglio portoghese presieduto da Junot.
Alla fine del 1812 morì di sfinimento durante la ritirata di Russia, non lontano dalla città lituana di Vilnius.
Era fratello minore di Vincent-Marie de Vaublanc.

## Biografia

### Guerra d'indipendenza americana

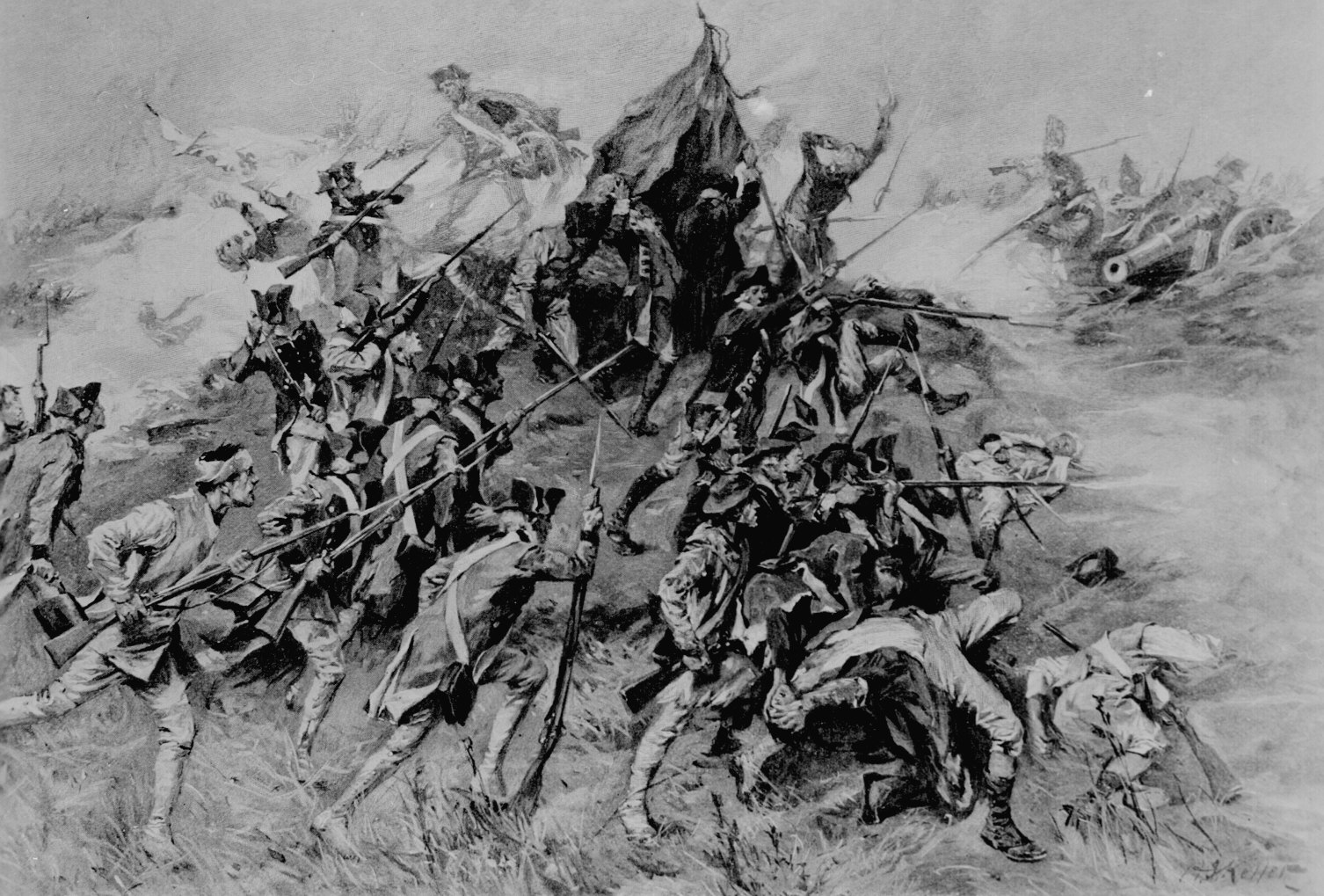
L'assedio di Savannah

Originario di una nobile famiglia della Borgogna, Jean-Baptiste Bernard era il terzo figlio del maggiore Vivant-François Viénot de Vaublanc, comandante del forte Saint-Louis a Fort-Dauphin. Nacque e crebbe a Santo Domingo, dove il padre era di stanza, ma 
abbandonò presto l'America centrale: stabilitosi a Parigi, vi frequentò la Scuola Militare fino all'età di sedici anni. Ritornato nei Caraibi, si arruolò diciassettenne nei Cacciatori volontari di Santo Domingo con il grado di tenente.
I mesi di settembre e ottobre del 1779 lo videro impegnato nella guerra d'indipendenza americana, in particolare nei sanguinosi combattimenti che caratterizzarono l'assedio di Savannah, tolto dopo l'attacco fallito del 9 ottobre.
Prese poi servizio sull'Annibal agli ordini di La Motte-Picquet: questi fu incaricato dal conte d'Estaing di far riparare sette vascelli francesi, i più danneggiati nel corso delle azioni belliche, al Fort Royal della Martinica.
Vaublanc, che aveva combattuto, per mare e per terra, sotto la guida dei generali d'Estaing e La Motte-Picquet, dei colonnelli Rouvray, Noailles e Kersaint, e del caposquadra du Teil, venne riformato il 6 marzo 1780, ma fu comunque presente nelle campagne del 1781 e del 1782. Il neonato governo americano gli fece alcune concessioni territoriali alla fine della guerra, in segno di ringraziamento per l'impegno profuso. Alla fine della guerra, Vaublanc tornò a Parigi.

### La breve carriera nell'Armata Reale
Il 23 settembre 1783 fu ammesso nella compagnia Villeroy del prestigioso corpo delle Guardie del corpo del re, a Versailles, e venne inoltre incaricato della custodia del Delfino. Assegnato il 23 settembre 1784 al primo reggimento dei Cacciatori a cavallo delle Alpi con il grado di sottotenente di fanteria, fu promosso a tenente in seconda il 27 dicembre 1785, e quindi a tenente l'8 febbraio 1786. Restò nel reggimento fino al 9 dicembre 1788, per dimissionare infine il 10 luglio successivo.
In vista della convocazione degli Stati Generali del 1789, si recò come il fratello maggiore Jean-François all'assemblea provinciale della nobiltà del siniscalcato della Saintonge, che si tenne a Saint-Jean-d'Angély.

### Guerre rivoluzionarie
L'appoggio del fratello Vincent-Marie gli fruttò verosimilmente la nomina, avvenuta il 15 giugno 1791, a capitano della gendarmeria nazionale nel dipartimento di Senna e Marna, dove Vincent-Marie presiedeva il direttorio. La prima divisione della gendarmeria, che si estendeva anche ad alcuni dipartimenti limitrofi, obbediva allora agli ordini del colonnello Papillon.

#### La campagna del Reno

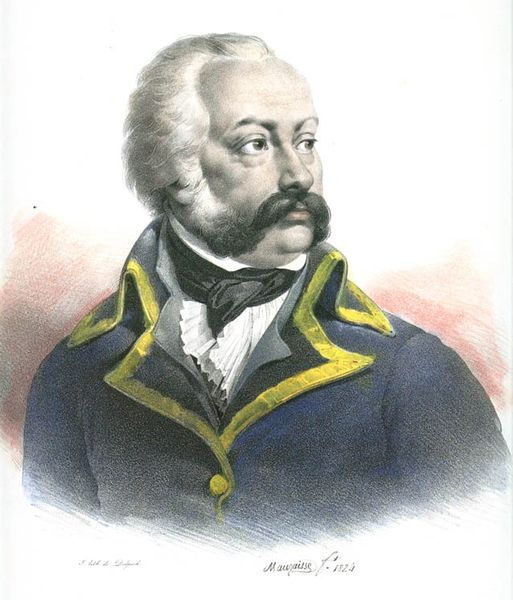
Il generale Custine

Seguì la nomina a aiutante maggiore, il 18 maggio 1792, capo di battaglione destinato inizialmente a servire nell'Armata del Nord.
Nel gennaio del 1793 fu assegnato all'Armata dei Vosgi, comandata priam dal generale Custine (di cui seppe guadagnarsi la stima), poi dal generale Hugues Alexandre Joseph Meunier. Sul suo passaporto del quartier generale dell'Armata dei Vosgi, a Wissembourg, recante la firma del capo di stato maggiore Meunier, si lodano lo zelo e i sentimenti repubblicani dimostrati dal cittadino Jean Baptiste Viennot agli ordini di Custine.
L'8 marzo 1793 venne nominato aiutante maggiore e capo di brigata dal generale Pichegru, e in questa qualità assegnato all'Armata del Reno, comandata da Custine.
Partecipò all'estremo tentativo, prodigato da Custine, di riprendere il controllo della fortezza di Magonza (evacuata il 27 marzo). Il 16 maggio, quando il generale francese affrontò le truppe austriache di von Hotze nella battaglia di Herxheim, Vaublanc affiancò il generale Hatry — furono loro affidati tre battaglioni a testa —, tra Minfeld e Kandel. In seguito al fallimento dell'impresa, e vittima delle azioni intraprese dagli hébertisti, Custine fu richiamato a Parigi, dove la lama della ghigliottina pose fine ai suoi giorni in agosto.

#### A Besançon
Nel medesimo anno Vaublanc fu trasferito alla sesta divisione militare territoriale, con base a Besançon, affidata al comando del generale Reed. Conobbe così il giovane rivoluzionario Pierre-Joseph Briot, il quale era riuscito a farsi nominare in agosto aiutante di campo del generale.
Un evento dell'ottobre 1793 assurge ad emblema della situazione con cui si doveva confrontare Vaublanc in quel periodo turbolento: il rappresentante in missione Bernard de Saintes giunse a Besançon per fare applicare le direttive del governo rivoluzionario, che prevedevano l'arruolamento di massa e che diedero origine a un forte malcontento nella regione della Franca Contea. Il rappresentante in missione si mostrò privo di scrupoli, cercando di conciliare gli interessi della Repubblica con i propri; quando la giovane aristrocratica Élisabeth de Vaudey venne a chiedergli la liberazione di un parente incorso nei sospetti dei rivoluzionari, Bernard de Saintes incaricò il subordinato Vaublanc di conquistare per suo conto il cuore della donna.
Una testimonianza che figura nei Mémoires di Louis Constant Wairy — raro caso in cui viene tracciata una descrizione del militare — ci presenta Vaublanc come « giacobino per paura », che tentava in vano di conformare le sue maniere « al tono del giorno » e « alle persone che lo circondavano ». « Si faceva chiamare Viennot, non osando portare il nome del fratello, le cui opinioni avevano fama di essere del tutto opposte a quelle che [Jean-Baptiste] professava in quel momento ».
Al di là dell'atteggiamento prudente mantenuto ai tempi del Terrore, quale emerge dalla testimonianza citata, la questione della de Vaudey non ebbe seguito; Bernard de Saintes partì per annettere il principato di Montbéliard (10 ottobre) e venne poi inviato a Digione. Nel gennaio 1794 fu rimpiazzato a Besançon da Lejeune, senza che la giovane aristocratica avesse reso le armi.
Dopo l'approvazione della legge dei sospetti da parte della Convenzione nazionale (13 settembre 1793), Vaublanc fu sospeso in ottobre dal generale Reed, su ordine del ministro della guerra Jean-Baptiste Bouchotte perché troppo moderato e di origini nobili, e soprattutto perché fratello di un ex deputato realista passato in clandestinità.

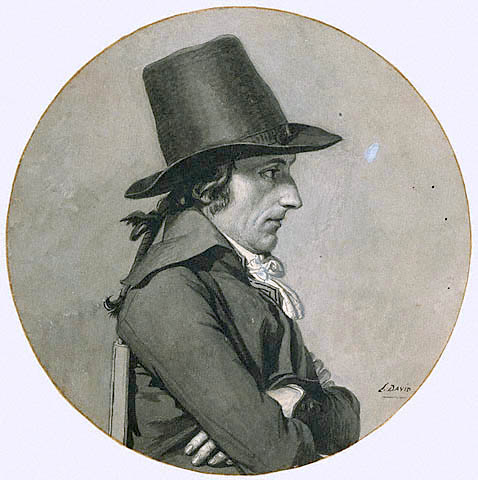
André Antoine Bernard ritratto da Jacques-Louis David (1795)

Fu tuttavia reintegrato nelle proprie funzioni grazie agli interventi di Briot e, soprattutto, di Bernard de Saintes, il quale lo difese a spada tratta. Quest'ultimo, indirizzandosi alla Convenzione nazionale con una missiva del 15 ottobre, si disse stupito che il ministro della guerra avesse sospeso Viennot à Besançon. « La sua famiglia lo ha rinnegato perché repubblicano », vi si legge tra le altre cose; « è amato dai sanculotti di Besançon » ed « è, in una parola, un sanculotto nel vero senso del termine ». Inoltre, l'abate Jean Bassal ed egli stesso gli devono « la massima riconoscenza », perché Vaublanc li ha « molto aiutati nel corso delle loro operazioni ».
In effetti, Bernard aveva inviato Vaublanc a sondare la situazione politica e militare del dipartimento frontaliero del Monte Bianco, recentemente annesso dai francesi. Secondo Liévyns adempì al proprio dovere, in quel contesto, « con zelo e intelligenza ».
Sedotto dagli scritti di Jean-Jacques Rousseau, Vaublanc prese parte alle assemblee politiche del Doubs, e grazie all'appoggio di Briot divenne presidente della società popolare di Besançon. Si trattava del club giacobino della città, incaricato di attendere a livello locale alle riforme rivoluzionarie decise a Parigi e applicate su scala nazionale.
In questa sede ebbe un alterco, all'inizio del 1794, con il fratello minore di Robespierre, Augustin, rappresentante della Convenzione nazionale per i dipartimenti di Haute-Saône e del Doubs. Augustin era venuto a Besançon per spiegarsi con Bernard de Saintes e smorzare la severità esercitata da quest'ultimo nel dipartimento. Salito sulla tribuna, il giovane Robespierre attaccò, in maniera appena velata, la politica di Bernard, e si scontrò così verbalmente con Vaublanc, il quale tentò di conciliare le due parti in causa.

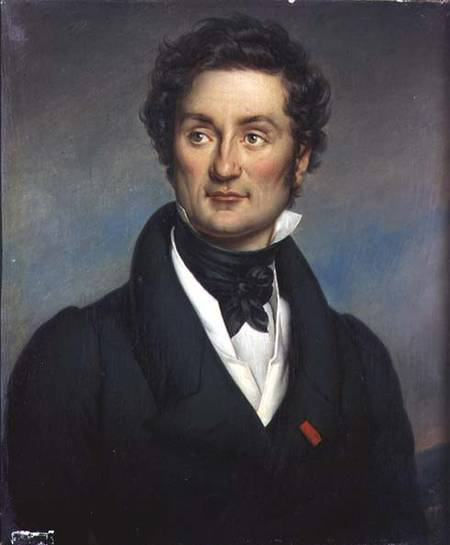
Charles Nodier

Lo scrittore Charles Nodier, originario della città e allora adolescente, fu testimone della scena. Racconterà poi l'accaduto, presentando Vaublanc come uomo dalle inappuntabili virtù morali e dotato di grandi qualità. Eloquente, fermo e mite a un tempo, era l'uomo giusto per comporre la diatriba, qualora avesse ecceduto i limiti. Credendo dover far valere « un'autorità conciliatrice, interruppe Robespierre, chiedendogli di placarsi in nome degli interessi della libertà », « in nome dell'armonia dei cittadini » e « in nome della sua gloria e del lustro di una famiglia chiamata a un destino importante ». Robespierre si indignò, condannando ogni privilegio, perché la Rivoluzione era stata fatta per abolirli, e asserì che se la sua parentela con Maximilien gli avesse procurato un aiuto, l'origine nobile di Vaublanc sarebbe stata allora un viatico per la ghigliottina.
Dopo questo aspro confronto, Robespierre partì per Vesoul, località di cui era rappresentante, e raggiunse in seguito Lione con la promessa di far liberare alcuni sospetti incarcerati su ordine di Bernard. Dai pressi di Lione scrisse al fratello in data 3 ventoso dell'anno II (21 febbraio 1794), spiegando che gli unici grattacapi, a Besançon, erano stati procurati da « un fratello di Vaublanc », e da «un redattore corrotto di un giornale prodotto nel dipartimento del Doubs», ossia Briot, redattore de La Vedette.
Il 7 giugno 1794, Vaublanc sposò a Besançon Marie-Charlotte Sophie Pion de Mieslot, la cui famiglia era originaria di Pontarlier. Il 18 vendemmiaio dell'anno III (9 settembre 1794) venne nuovamente sospeso dalle sue funzioni, bollato come terrorista (ossia colluso con il Regime del Terrore) dai rappresentanti del popolo Besson e Pelletier. Questo non gli impedì di essere rieletto presidente della società popolare nel mese di brumaio (ottobre-novembre) dell'anno III. Il 15 gennaio 1795 il rappresentante Joseph Marie François Sevestre lo reintegrò nelle sue funzioni. Rassegnò le dimissioni il 4 germinale dell'anno III (24 marzo 1795), per motivi di salute e d'età — era infatti il più anziano degli aiutanti maggiori —, e perché il ministro della guerra Aubert-Dubayet gli aveva rifiutato tre volte il grado di generale di brigata. Tre mesi dopo, chiese senza successo la riammissione nell'Armée de l'Intérieur.
In seguito alla fallita insurrezione parigina del 1° pratile anno III il presidente del direttorio del Doubs Joseph Louvot ordinò il suo arresto con conseguente imprigionamento a titolo preventivo, il 6 pratile (26 maggio 1795), assieme a quello di altri quattordici patrioti di Besançon, tra cui il suocero Antoine Pion e Briot. L'accusa che pendeva sul suo capo era di aver approfittato della sua posizione e delle sue capacità oratorie per adattare la legge agraria a vantaggio dei più poveri.
Al marzo 1796 risale la sua nomina ad amministratore della scuola centrale del Doubs, appena creata e organizzata dall'ispettore Charles-François Dupuis, inviato a Besançon sul principio dell'anno precedente. Vi ritrovò l'amico filosofo Joseph Droz, che vi ricopriva l'incarico di professore di eloquenza, e un vecchio collega del club di Besançon, docente di belle lettere nella scuola e futuro deputato.
Venne poi chiamato a presiedere, per il periodo tra la fine del 1797 e l'inizio del 1798, una commissione militare creata nella città per giudicare i sospetti arrestati in seguito al Colpo di Stato del 18 fruttidoro avvenuto nell'anno V.

### Consolato e Primo Impero

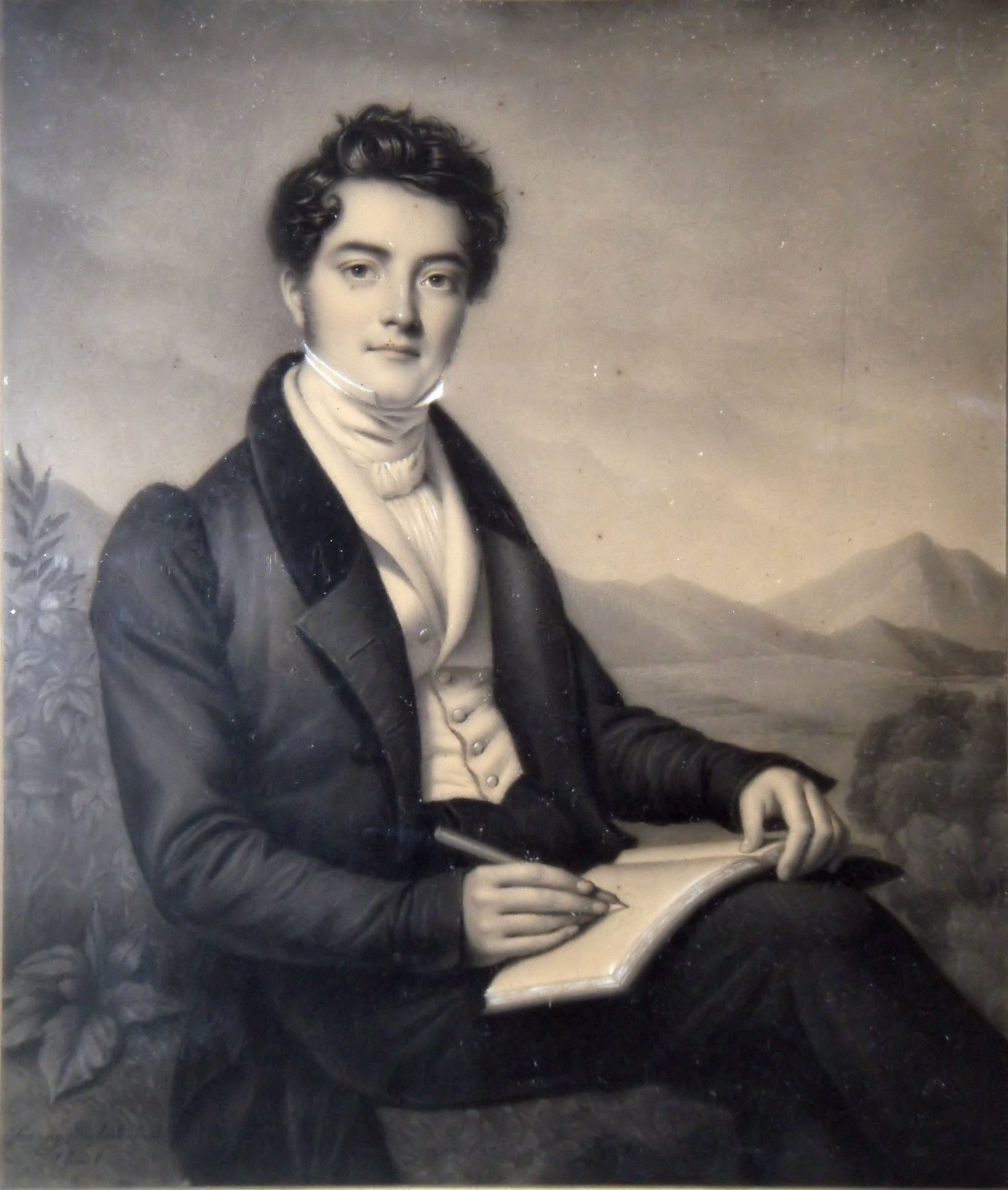
Il suo secondo figlio, Vincent-Victor Henri

Fu successivamente alla quattordicesima divisione militare a Caen, nel dipartimento del Calvados; in quel periodo — 22 marzo 1800 — nasceva a Besançon il primo figlio Alphonse. Due anni più tardi entrò a Caen nella sesta divisione militare, per poi passare alla nona divisione di Montpellier, contemporaneamente alla nascita del secondo figlio Vincent-Victor Henri Viénot de Vaublanc.
Il 4 germinale dell'anno XII (25 aprile 1804) fu insignito della Legion d'onore.

#### Nell'armata di Spagna

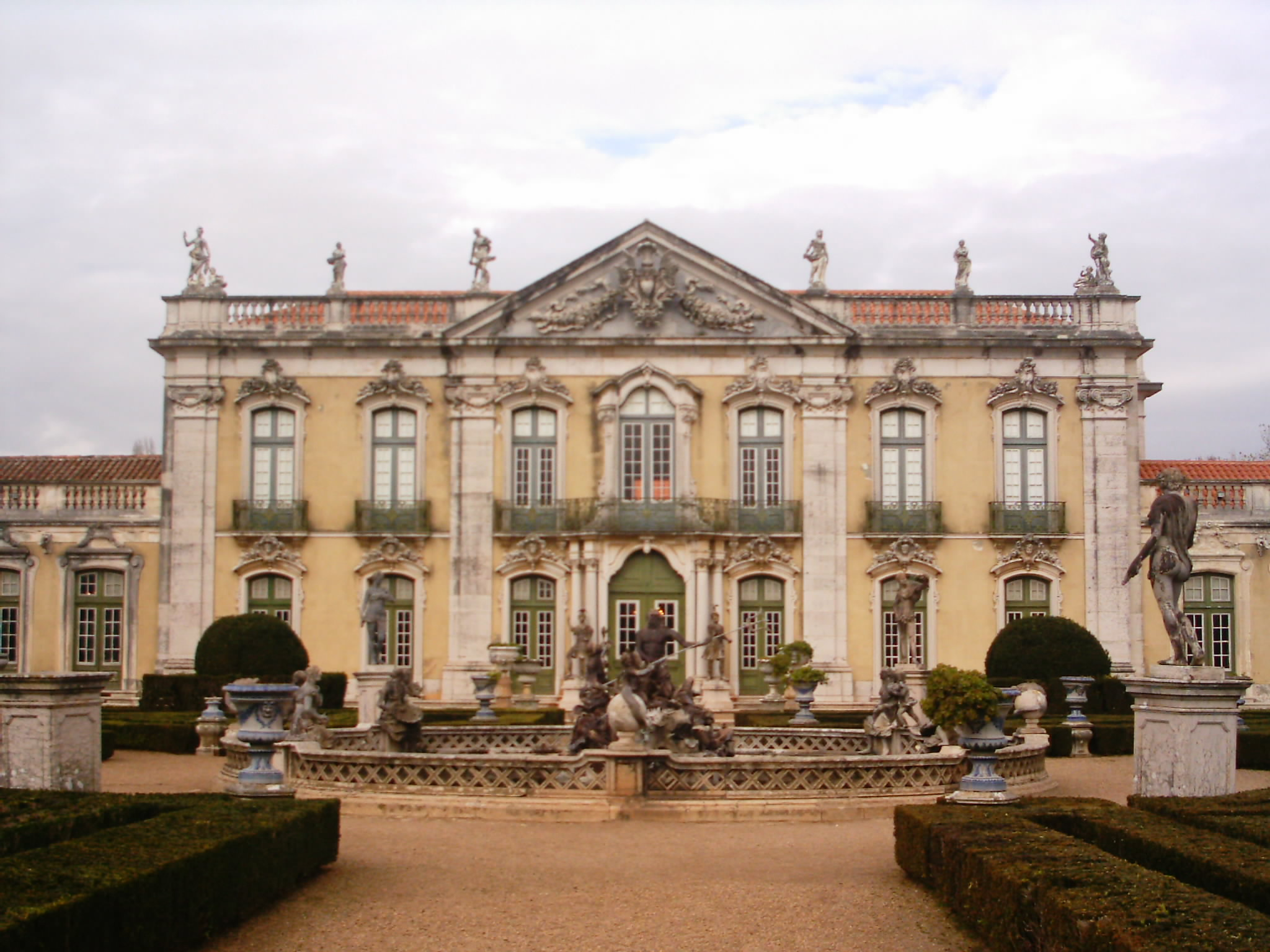
Il palazzo nazionale di Queluz, sede del Consiglio portoghese

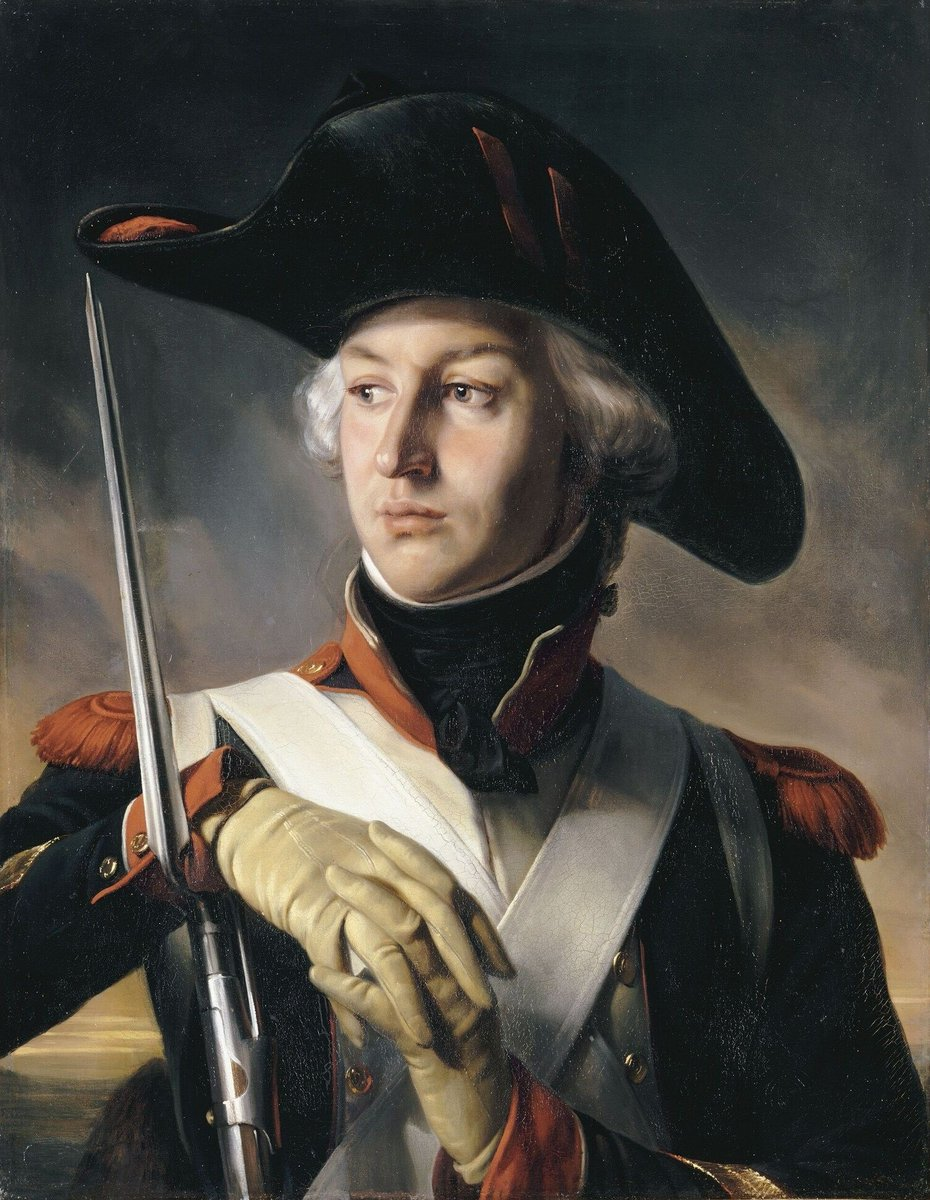
Jean-Andoche Junot

Il 16 ottobre 1807 entrò come ispettore delle riviste nel primo corpo d'osservazione della Gironda dell'armata di Spagna, che si riunisce a Bayonne dal mese di luglio agli ordini dell'ex governatore militare di Parigi Jean-Andoche Junot. La missione di questa armata di 25000 uomini era di invadere il Portogallo, che tardava ad applicare il blocco continentale imposto da Napoleone. Il corpo militare penetrò in Spagna il 18 ottobre, mentre il 30 novembre giunse a Lisbona.
Dopo la fuga del principe reggente Giovanni e la caduta del consiglio di Reggenza, Vaublanc ricevette la nomina a membro del Consiglio del Portogallo, dove rimase dal primo febbraio all'agosto 1808, esercitando le funzioni di segretario generale, incaricato degli archivi. Il consiglio, presieduto dal governatore generale Junot, ebbe come prima sede il palazzo di Queluz.
Il generale Maximilien Sébastien Foy stilò un elenco delle cariche più importanti ricoperte in quel frangente; « l'ispettore delle riviste, Viennot-Vaublanc », afferma, « fu segretario del governo ».
L'integrità morale di cui diede prova nella circostanza lo distinse da molti dei suoi colleghi, i quali approfittarono invece delle loro cariche per saccheggiare il paese; i Mémoires tirés des papiers d'un homme d'état denunciano la voracità che caratterizzò la maggior parte dei francesi, ma salvano la condotta di Herman (Hermann nei Mémoires) , amministratore delle finanze, dei generali La Tour-Maubourg (citato come Latour-Maubourg) e Travot, di Vaublanc e di Pépin de Belle-Isle, tutti « meritevoli della pubblica stima ».
Le sconfitte di Vimeiro e di Roliça, così come la convenzione di Cintra, costrinsero l'esercito francese a lasciare il Portogallo; nell'ottobre 1808 rimpatriò a Rochefort.
Il 28 luglio seguente venne delegato a ricoprire le funzioni di ispettore capo delle riviste, nell'armata di Spagna comandata dal principe Gioacchino Murat prima e dal generale Savary poi; il 20 gennaio 1810 divenne ispettore capo delle riviste presso il medesimo corpo d'armata. Svolse missioni a Valladolid, a Burgos e a Madrid, incaricato di organizzare la centralizzazione generale delle riviste.
Seguì (8 marzo 1811) la nomina a ispettore capo delle riviste dell'armata del nord della Spagna comandata dal maresciallo Bessières e quindi dal generale Dorsenne. Il 22 luglio 1811 ricevette il riconoscimento di Ufficiale della Legion d'onore.

#### Nella Grande Armata

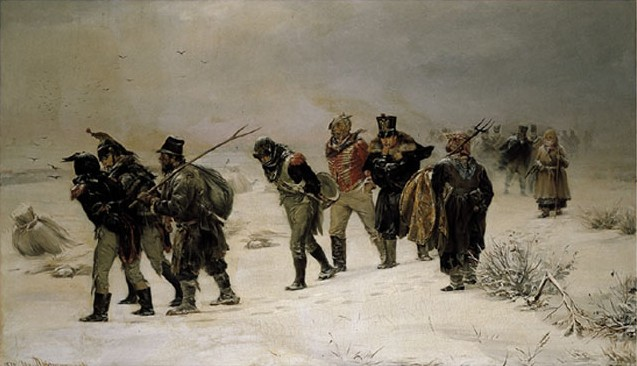
Illarion Prjanišnikov: Nel 1812

Napoleone affidò il primo maggio 1812, a Vaublanc, l'incarico di ispettore capo delle riviste nella Grande Armata, agli ordini degli intendenti generali Dumas prima e Daru poi. In questa veste, Vaublanc si impegnò nei preparativi della campagna di Russia. Chiamato a farvi parte, seguì nell'impresa la Grande Armata, benché la sua salute fosse ormai cagionevole e nonostante il parere contrario della famiglia e di Berthier. Assisté il 7 settembre 1812 alla battaglia della Moscova.

La ritirata di Russia di Jean-Baptiste Bernard Viénot de Vaublanc

Consumatasi per i francesi la catastrofe, incominciò la ritirata a cavallo, riuscendo a portare con sé alcuni dipinti strappati alle fiamme di Mosca. Tuttavia dovette presto proseguire a piedi, febbricitante e con i piedi insanguinati, messo a dura prova dal clima rigido. Venne soccorso dal generale Pierre Claude Pajol, che lo condusse sino a Smolensk, dove il sottoispettore alle riviste Lucet gli offrì ospitalità. In seguito, Vaublanc raggiunse Gusev, località prussiana non distante da Vilnius. A Gusev morì, sfinito, il 19 dicembre 1812.
Una sua missiva spedita in Francia afferma: « Quale follia avrei commesso venendo qui, se non vi fossi stato condotto dai più legittimi motivi! ». Con la sua morte si persero anche le tracce di un'opera sull'amministrazione militare, che doveva far pubblicare.
Alla vedova venne accordato, in via eccezionale, un vitalizio di 2 400 franchi.

## Onorificenze
Cavaliere dell'Ordine Nazionale della Legion d'Onore (Chevalier de l'ordre national de la Légion d'honneur), 25 aprile 1804.
 Ufficiale dell'Ordine Nazionale della Legion d'Onore (Officier de l'ordre national de la Légion d'honneur), 22 luglio 1811.